# バカンティマウス
バカンティマウス（Vacanti mouse）あるいは耳ネズミ、イヤーマウス（Earmouse）とは、背中にヒトの耳が生えているかのように見える実験用マウスである。この「耳」は実際には、生分解性の金型に牛の軟骨細胞を播種することで人間の耳の形をした軟骨を作り、それをマウスの皮膚下に移植したものである。（英語版に写真がある）。
麻酔科医（マサチューセッツ大学医学部）のチャールズ・バカンティらによって作製され、1997年に発表された。マウス自体はヌードマウスと呼ばれる、一般的に用いられる拒絶反応が阻害されている免疫不全マウスである。
1990年代末の英語圏を中心とするインターネット上で、いわゆるグロ画像の一種として出回り、生物工学に関する倫理的な議論、そしてアニマルライツ派やプロライフ派の怒りを引き起こした。
なお、2016年には実際に東京大と京都大のチームが人間のiPS細胞から作った耳軟骨をラットの背中で培養している。